# Distretto di Selçuk
Il distretto di Selçuk (in turco Selçuk ilçesi) è un distretto della provincia di Smirne, in Turchia.

## Amministrazioni
Al distretto appartengono 2 comuni e 8 villaggi. Il comune di Selçuk è parte della città metropolitana di Smirne.

### Comuni
- Selçuk (centro)
- Belevi